# ジスモンダ (絵画)
『ジスモンダ』（英: Gismonda）は、アルフォンス・ミュシャが1894年に描いた絵画。

## 制作経緯と影響
1894年当時、新聞や雑誌のイラストレーターの仕事をしていたミュシャは、同年12月26日、友人のクリスマス休暇の代わりに、ルメルシエ (Lemercier) 印刷所で校正の修正をしていた。
そんな中、印刷所に女優サラ・ベルナールのマネージャーからポスター制作の依頼が入る。同年10月30日から初演が行われていた、ヴィクトリアン・サルドゥー原作、サラ主演の宗教劇『ジスモンダ』の再演が急きょ決定したため、翌年の1月1日までにポスターを用意しなければならなくなったのだという。
当時、印刷所には刷り師、彫り師および印刷工がいただけであり、イラストレーターはミュシャ1人であったため、彼がその仕事を急きょ引き受けることになった。12月31日、サラは、刷り上がった『ジスモンダ』のポスターを見て、「なんて素晴らしいの！」と叫び、「これからは私のために描いて！」と言った。
翌日、このポスターはパリの街に貼り出されるとすぐに大評判となる。劇は、1月4日に開演された。1895年、サラはミュシャと6年間にわたる独占契約を結び、ミュシャはサラのポスターを次々に手がけ、一気にポスター界の寵児に躍り出る。

## 作品
縦に長い画面に描かれている女性は、アテネの公妃ジスモンダであり、豪華な刺繍が入ったビザンティン風のローブを身にまとい、多くの花を髪に飾った彼女は、演劇のクライマックスの場面を象徴するシュロの葉を手にもっている。
画面の上部に記されている “GISMONDA” の文字は、舞台のタイトルであり、その下には、女優の名前である “SARAH BERNHARDT” の文字が記されている。舞台はパリにあるルネサンス座で公演されており、女性の足もとには、劇場名である “TEATRE DE LA RENAISSANCE” の文字が記されている。